# Kramolín (Křešín)
Kramolín (německy Kramolin) je malá vesnice, část obce Křešín v okrese Pelhřimov. Nachází se asi 2,5 km na jihovýchod od Křešína. První písemná zmínka je z roku 1126. V roce 2009 zde bylo evidováno 25 adres. V roce 2001 zde trvale žilo 7 obyvatel.
Kramolín leží v katastrálním území Kramolín u Křešína o rozloze 2,22 km2.
V obci se každoročně koná setkání rodáků a příznivců této obce. Datum setkání je pohyblivé a zpravidla to bývá neděle po svátku Panny Marie Karmelské, což je 16. července.

## Galerie

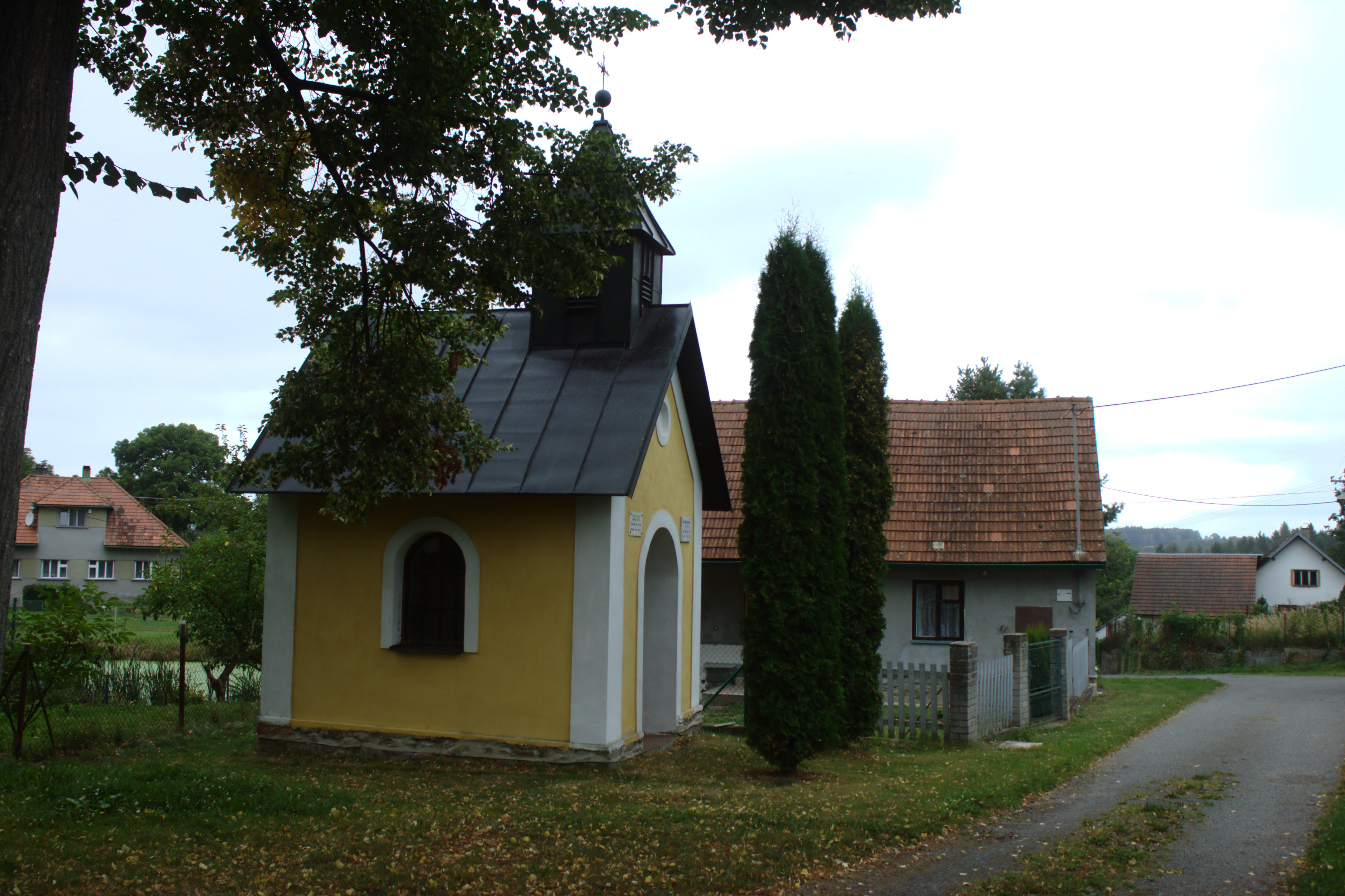
Kaplička
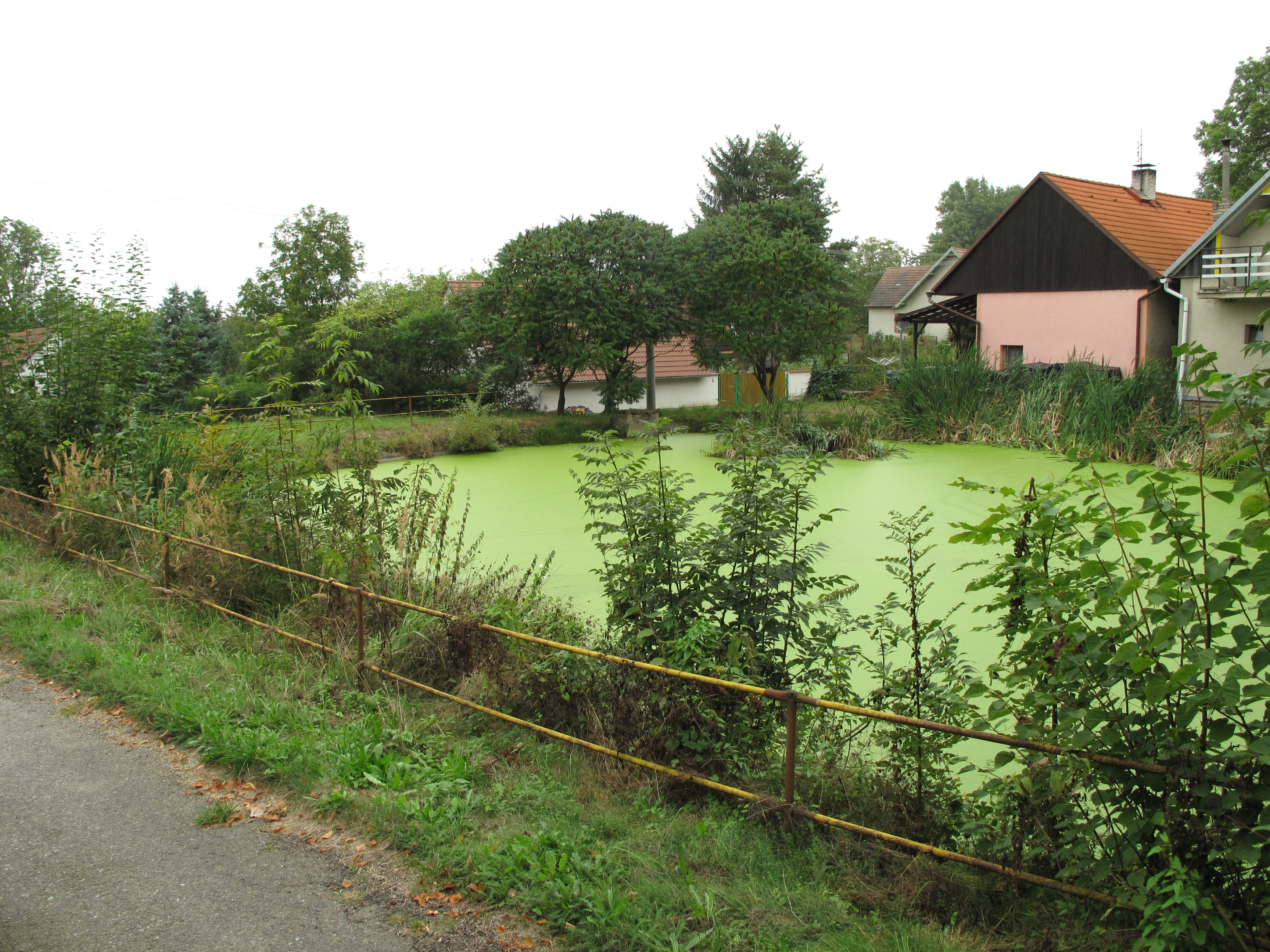
Vodní nádrž
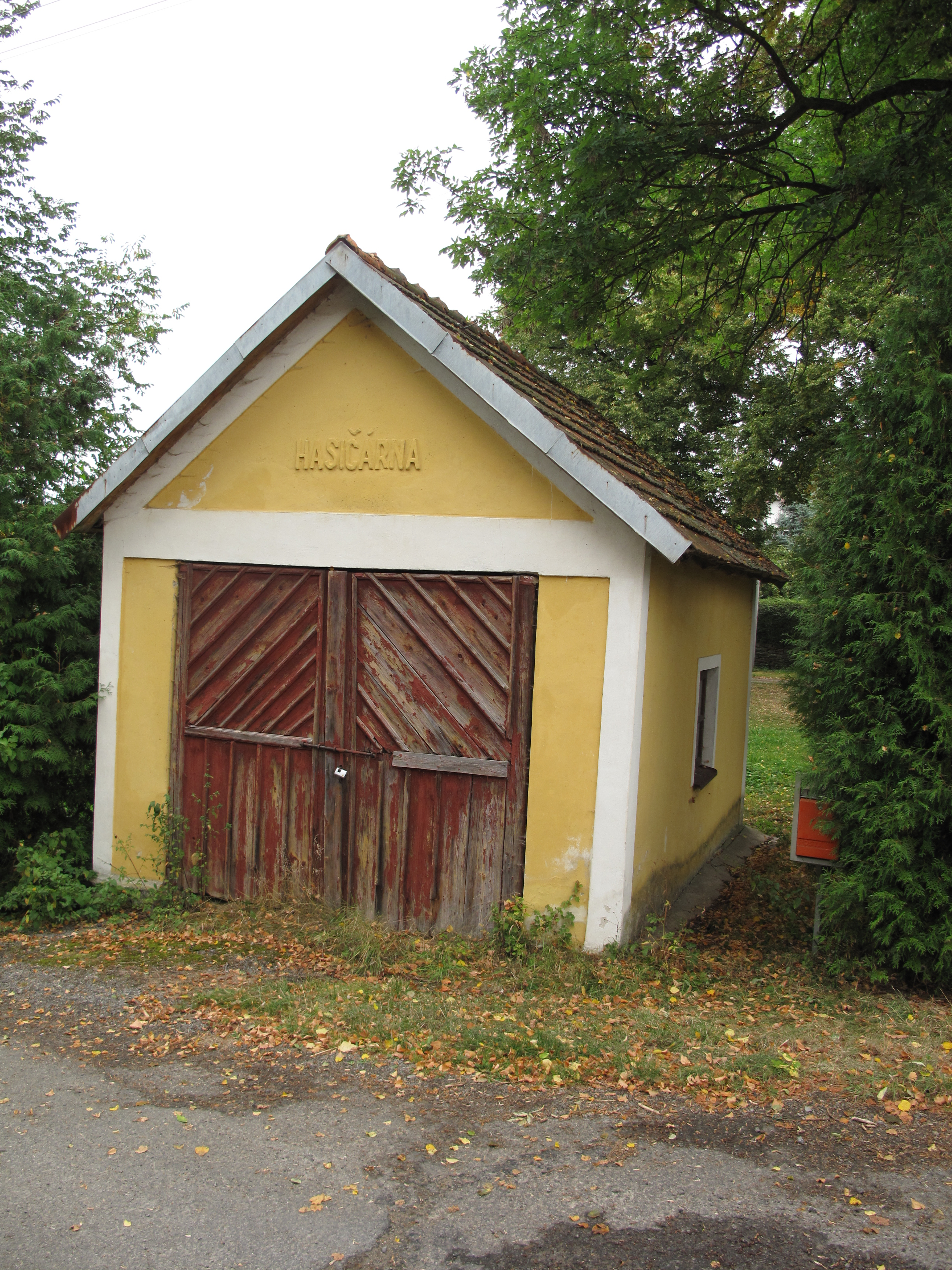
Hasičárna